# پری‌شاهرخ نقره‌ای
پری‌شاهرخ نقره‌ای یا پری‌شاهرخ سیمین (نام علمی: Oriolus mellianus) نام یک گونه از سرده پری‌شاهرخ است.